# Бедулешть (Арджеш)
Бедулешть, Бедулешті (рум. Bădulești) — село у повіті Арджеш в Румунії. Входить до складу комуни Уда.
Село розташоване на відстані 128 км на захід від Бухареста, 23 км на захід від Пітешть, 81 км на північний схід від Крайови, 123 км на південний захід від Брашова.

## Населення
За даними перепису населення 2002 року у селі проживала 61 особа, усі — румуни. Усі жителі села рідною мовою назвали румунську.